# 槁根津彥

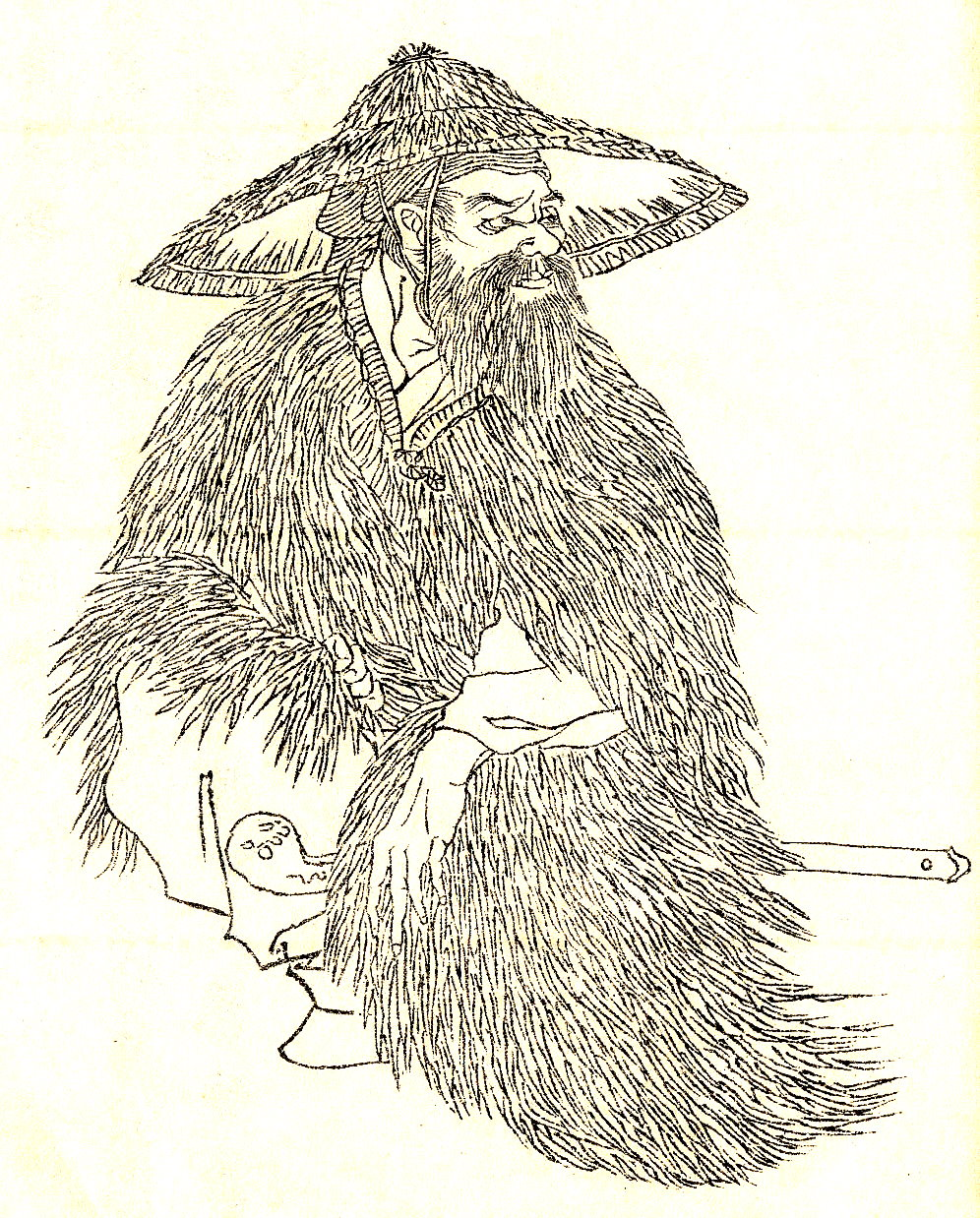
《前賢故實》所繪之椎根津彥

槁根津彥或槁根津日子（サオネツヒコ）為《古事記》之記載，《日本書紀》寫成椎根津彥（シイネツヒコ），祂是日本神話的神祇，亦是倭國造、倭直部等的祖神，別名為珍彥命（ウヅヒコノミコト）、宇豆彥、宇豆毘古等。

## 概要

### 古事記之記載
據《古事記》中卷之記錄，神倭伊波禮毘古命（カムヤマトイワレビコ，即神武天皇）與兄長五瀨命商議前往何處可以一統大和，遂決定向東行。大軍經筑紫（今福岡縣）抵豐國宇沙（今大分縣宇佐市），遇到宇沙都比古（ウサツヒコ）、宇沙都比賣（ウサツヒメ）二人設宴款待，並移動到筑紫岡田宮停留了一年。接下來又在阿岐國（今廣島縣）之多祁理宮待了七年、吉備國（今岡山縣）之高島宮停留了八年。大軍行進至速吸門（はやすいのと），遇到一名坐在龜甲上釣魚之奇人，神武天皇納為家臣，賜名槁根津日子（乃倭國造之祖）。該家臣諳水性熟海道，引領大軍從浪速國之渡口坐船至青雲之白肩津。

### 日本書紀之記載
《日本書紀》卷第三提到，神日本磐余彥天皇（カムヤマトイワレビコ，即神武天皇）45歲時向諸皇兄及其子手研耳命表示自天祖降跡已一百七十九萬二千四百七十餘年，但東部猶未沾於王澤；加上鹽土老翁曾曰東有美地青山，欲前往建立都城，遂興起東征之念。其年冬十月丁巳朔辛酉天皇親自率軍東征，至速吸之門有一乘艇而至的漁夫名曰珍彥，替天皇做前導開路，故賜名椎根津彥（乃倭直部始祖）。
後來磯城邑之磯城八十梟帥、高尾張邑之赤銅八十梟帥欲與神武天皇一戰，弟猾奏曰應取天香山埴土、造天平甕，以祭天祖國祖之神，則擊虜易除。故神武天皇命椎根津彥著敝衣蓑笠，裝成老翁；弟猾被著箕衣，裝成老嫗。二人潛入天香山時被賊所擄，賊群嘲笑他們面貌醜陋而釋放之，所以椎根津彥和弟猾順利取得天香山埴土歸來。
接下來神武大軍欲攻打磯城彥，弟磯城已先投降，唯兄磯城仍不肯降伏。椎根津彥乃向神武天皇獻策曰，請先派遣我自忍坂道出，兄磯城見我軍則必精銳盡出，我軍將至墨坂取菟田川水，以灌其炭火，出其不意破其大軍。後來果然擊破敵軍，並斬殺兄磯城。

## 解說
槁根津彥原名「珍彥」的「珍（ウヅ）」為熟成之意。

## 信仰
日本祭祀槁根津彥的神社主要有下列：
- 椎根津彥神社（大分縣大分市）
- 保久良神社（兵庫縣神戶市東灘區）
- 青海神社（福井縣大飯郡高濱町）
- 椎村神社（福井縣小濱市）
- 佐佐牟志神社（福井縣丹生郡越前町）
- 青海神社（新潟縣加茂市）
- 青海神社（新潟縣糸魚川市）
- 蒲原神社（新潟縣新潟市中央區）
- 小物忌神社（山形縣酒田市）

## 內部連結
- 神武東征

## 外部連結
- （日語）倭氏・大倭氏[永久]
- （日語）椎根津彦神社[永久]